# Philippus I van Macedonië
Philippus I was koning van Macedonië van 640 tot 602 v.Chr. uit het huis der Argeaden. Hij was zoon van Argaeus I van Macedonië en kleinzoon van Perdiccas I van Macedonië en net als zijn verre afstammeling en naamgenoot Philippus II van Macedonië een goed strateeg en kundig bestuurder die voor een grote bloei zorgde van Macedonië. Hij was de vader van Aëropos I van Macedonië die hem na zijn dood opvolgde.